# Maude Gratton

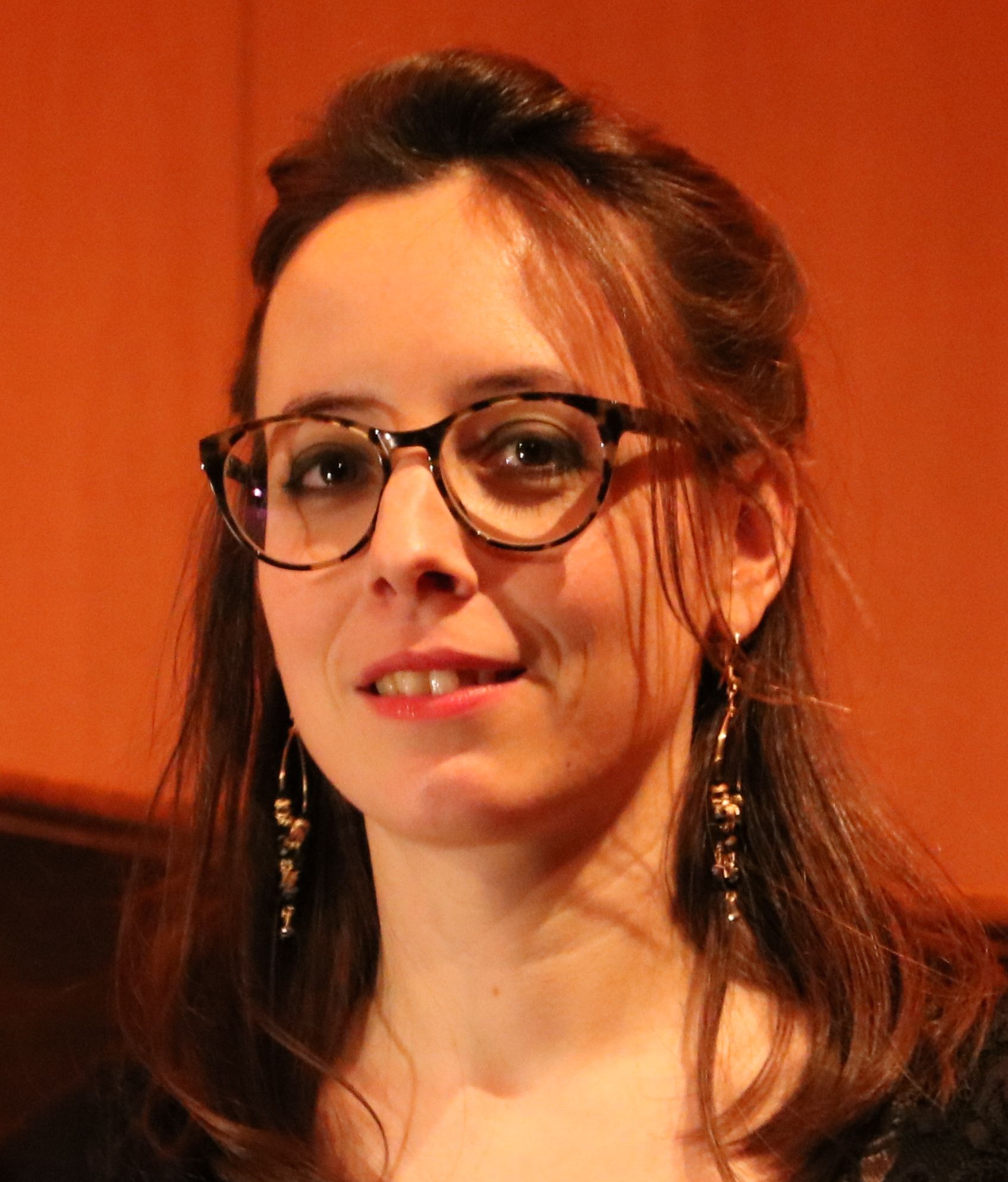
Maude Gratton in 2017

Maude Gratton (Niort, 1983) is een Frans organiste en klaveciniste.

## Levensloop
Gratton studeerde orgel en klavecimbel aan het Conservatorium van Poitiers, bij Dominique Ferran. Ze ging tevens in de leer bij Pierre Hantaï, Louis Robilliard en Michel Bourcier. Aan het Conservatorium van Parijs behaalde ze een Eerste prijs voor klavecimbel, bij Olivier Baumont, van basso continuo bij Blandine Rannou, van orgel bij Michel Bouvard en Olivier Latry, en van contrapunt bij Olivier Trachier. Ze studeerde tevens harmonie bij Jean-François Zygel. 
Ze speelde met het Ensemble Jérôme Hantaï, met Le Concert Français (dirigent Pierre Hantaï), met Il Seminario musicale (dirigent Gérard Lesne), met Pulcinella (dirigent Ophélie Gaillard) en met Ricercare Consort (dirigent Philippe Pierlot). 
Ze trad ook als solist op (orgel en klavecimbel) tijdens talrijke festivals, zoals: 
- les Estivales de l’orgue in Rennes,
- Bach à Pâques in St-Maixent,
- Festival van Vlaanderen in Brugge,
- les Académies musicales in Saintes,
- les Concerts allumés in Poitiers,
- les Concerts Jeunes Talents in Parijs,
- la Folle journée 2006 in Nantes
- le festival de la Roque d’Anthéron,
- la saison de concerts à l’ambassade de France in Washington,
- Internationale Orgelkonzerte in Bonn.

Ze nam deel aan de integrale uitvoering van het orgelwerk van Jean-Louis Florentz in Saarbrücken en aan creaties in Parijs van werk van Nicolas Frize. Ze gaf bij herhaling recitals op klavichord.  In 2005 begeleidde ze de zangacademie Le Jardin des Voix onder de leiding van William Christie. 
Ze concerteert vaak met de celliste Claire Gratton en de violiste Stéphanie Paulet, met wie ze in 2005 het ensemble Il Convito Musicale heeft opgericht.

## Discografie
- Werk van Jenkins onder de leiding van Jérôme Hantaï
- Integrale van de sonates van Antonio Vivaldi voor cello en continuo, onder de leiding van Ophélie Gaillard (2005)
- De suites voor orkest van Johann Sebastian Bach onder de leiding van Pierre Hantaï (2006).

## Wedstrijden
- 2000: Concours des Jeunes Organistes de Saint-Germain des Fossés, Eerste prijs
- 2003: Internationale orgelwedstrijd in het kader van het Festival Musica Antiqua in Brugge - Tweede prijs.